# Мойра (Німеччина)
Мойра (нім. Meura) — громада в Німеччині, розташована в землі Тюрингія. Входить до складу району Заальфельд-Рудольштадт. Складова частина об'єднання громад Міттлерес-Шварцаталь.
Площа — 12,61 км2. Населення становить 391 ос. (станом на 31 грудня 2021).

## Галерея

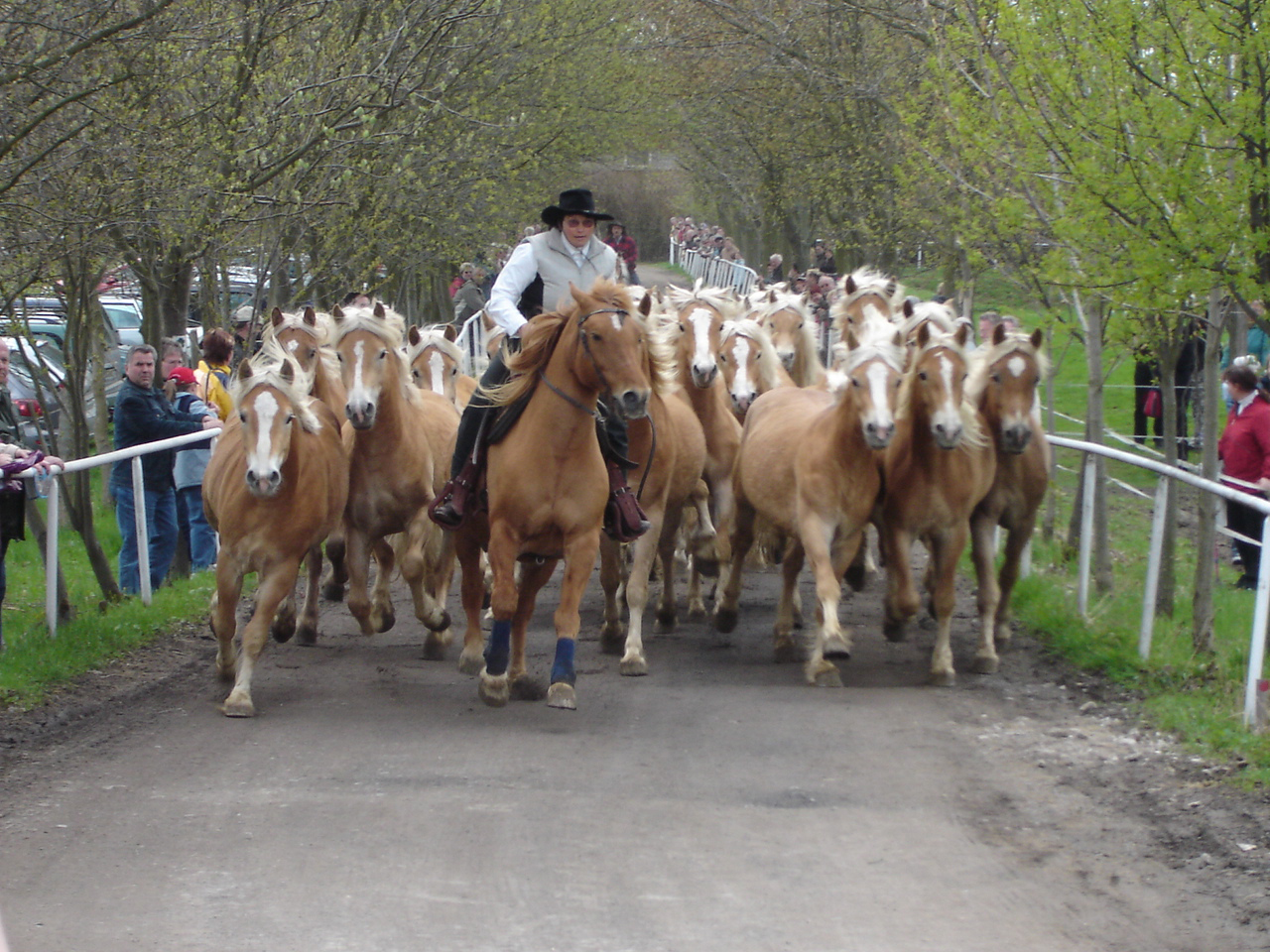
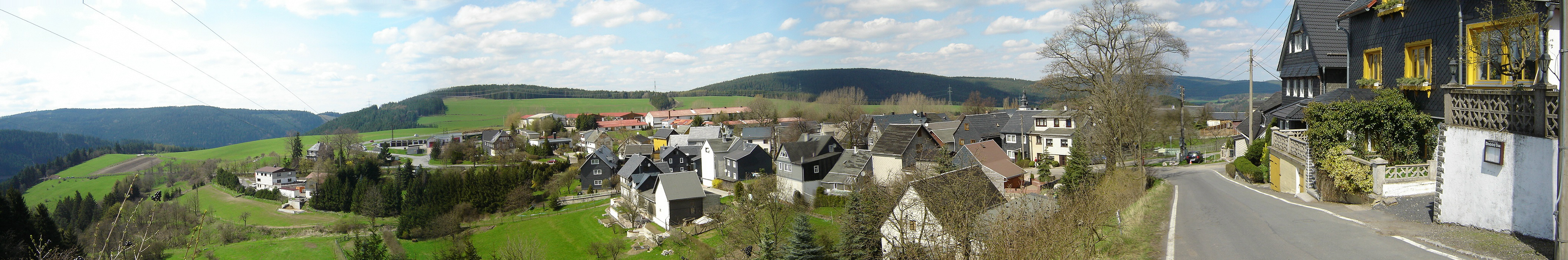